# Kunstgebäude Stuttgart

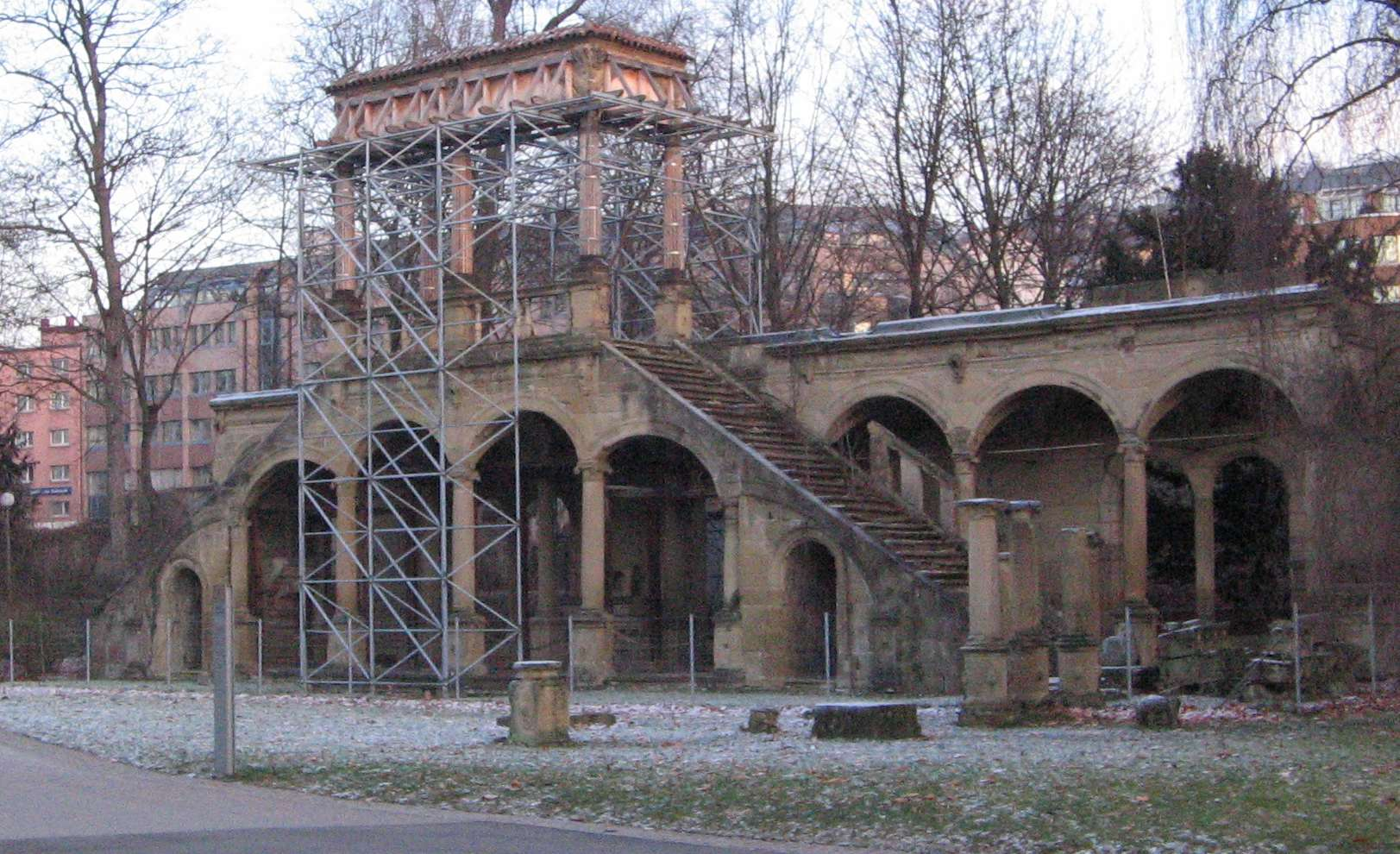
La composizione architettonica si arricchisce delle antiche rovine della Lusthaus ricollocate al centro dei giardini. Immagine del 2007.

Il Kunstgebäude (trad. Edificio dell'arte) è un edificio situato nella Schlossplatz di Stoccarda, in Germania. Venne realizzato tra il 1912 ed il 1913 su progetto dell'architetto Theodor Fischer.